# Championnat du Paraguay de football 1953
Navigation
Édition précédente Édition suivante
La 43e édition du championnat du Paraguay de football est remportée par le Sportivo Luqueño. C’est le second titre de champion du club. Sportivo Luqueño l’emporte avec deux points d’avance sur Club Cerro Porteño et Club Nacional. 
Antonio Acosta est le meilleur buteur du championnat avec 15 buts.

## Les clubs de l'édition 1953
| \| Asuncion: · Olimpia · Nacional · Sol de América · Guaraní · Cerro Porteño · River Plate · Atlántida Sport Club · General Genes Asuncion Club Presidente Hayes Club Sportivo Luqueño \| Localisation des clubs engagés dans le championnat. |
| Asuncion: · Olimpia · Nacional · Sol de América · Guaraní · Cerro Porteño · River Plate · Atlántida Sport Club · General Genes Asuncion Club Presidente Hayes Club Sportivo Luqueño                                                           |

| Club                  | Stade | Capacité | Ville    |
| --------------------- | ----- | -------- | -------- |
| Club Cerro Porteño    | -     | -        | Asuncion |
| Club Guaraní          | -     | -        | Asuncion |
| Club Libertad         | -     | -        | Asuncion |
| Club Nacional         | -     | -        | Asuncion |
| Club Olimpia          | -     | -        | Asuncion |
| Club Presidente Hayes | -     | -        | Tacumbu  |
| Club River Plate      | -     | -        | Asuncion |
| Club Sol de América   | -     | -        | Asuncion |
| Sportivo Luqueño      | -     | -        | Luque    |
| General Genes         | -     | -        | Asuncion |
| Atlántida Sport Club  | -     | -        | Asuncion |

## Compétition

### Classement
| Rang | Équipe                    | Pts | J  | G | N | P | Bp | Bc | Diff |
| ---- | ------------------------- | --- | -- | - | - | - | -- | -- | ---- |
| 1    | Sportivo Luqueño          | 28  | 20 | ? | ? | ? | 0  | 0  | 0    |
| 2    | Club Cerro Porteño        | 24  | 20 | ? | ? | ? | 0  | 0  | 0    |
| 2    | Club Libertad             | 24  | 20 | ? | ? | ? | 0  | 0  | 0    |
| 4    | Club Presidente Hayes (T) | 23  | 20 | ? | ? | ? | 0  | 0  | 0    |
| 4    | Club Olimpia              | 22  | 20 | ? | ? | ? | 0  | 0  | 0    |
| 6    | Club Nacional             | 21  | 20 | ? | ? | ? | 0  | 0  | 0    |
| 7    | Club Guaraní              | 18  | 20 | ? | ? | ? | 0  | 0  | 0    |
| 8    | Atlántida Sport Club      | 16  | 20 | ? | ? | ? | 0  | 0  | 0    |
| 8    | Club Sol de América       | 16  | 20 | ? | ? | ? | 0  | 0  | 0    |
| 8    | Club River Plate          | 15  | 20 | ? | ? | ? | 0  | 0  | 0    |
| 11   | General Genes (P)         | 13  | 20 | ? | ? | ? | 0  | 0  | 0    |

| Légende : Qualifications et relégations | Légende : Qualifications et relégations |
| --------------------------------------- | --------------------------------------- |
|                                         | Champion du Paraguay                    |
|                                         | Relégation en deuxième division         |
|                                         | (T) : Tenant du titre (P) : Promus      |

## Bilan de la saison
| Championnat du Paraguay de football 1953                             |                             |
| Champion                                                             | Sportivo Luqueño (2e titre) |
| Promotions et relégations                                            |                             |
| Promus en Primera División                                           | Sportivo San Lorenzo        |
| Relégués en Championnat du Paraguay de football de deuxième division | General Genes               |

## Statistiques

### Meilleur buteur
- Antonio Acosta (Club Presidente Hayes) 15 buts